# Matthias Herget
Matthias Herget (* 14. listopadu 1955, Annaberg-Buchholz) je bývalý německý fotbalista, obránce (libero). Se západoněmeckou reprezentací získal stříbro na mistrovství světa v roce 1986 a bronzovou medaili na mistrovství Evropy v roce 1988. Za národní tým nastupoval v letech 1983–1988, odehrál za něj 39 utkání, v nichž vstřelil 4 branky (z toho jednu i do sítě Československa, při památném výprasku 5:1 na Strahově v roce 1985, v kvalifikaci na světový šampionát v Mexiku 86). Tři starty si připsal i v jednadvacítce. V německé Bundelize hrál za VfL Bochum (1976–1978) a Bayer Uerdingen (1983–1989). S Uerdingenem, jehož byl dlouhá léta kapitánem, si zahrál jednu sezónu (1982/83) i druhou ligu, hrál ji i v dresu Rot-Weiß Essen (1978–1982) a Schalke 04 (1989–1990). V nejvyšší německé soutěži odehrál 237 zápasů a dal 26 gólů. Ve druhé lize 196 zápasů a 43 gólů. S Uerdingenem získal německý pohár (1985).